# Cosmas von Graben
Cosmas von Graben, Burggraf von Sannegg, auch Kosmas von Graben, († Ende Mai 1479) war ein in cillischen und habsburgischen Diensten stehender Edelmann, der im Laufe des 15. Jahrhunderts lebte und wirkte.

## Biografie

### Herkunft

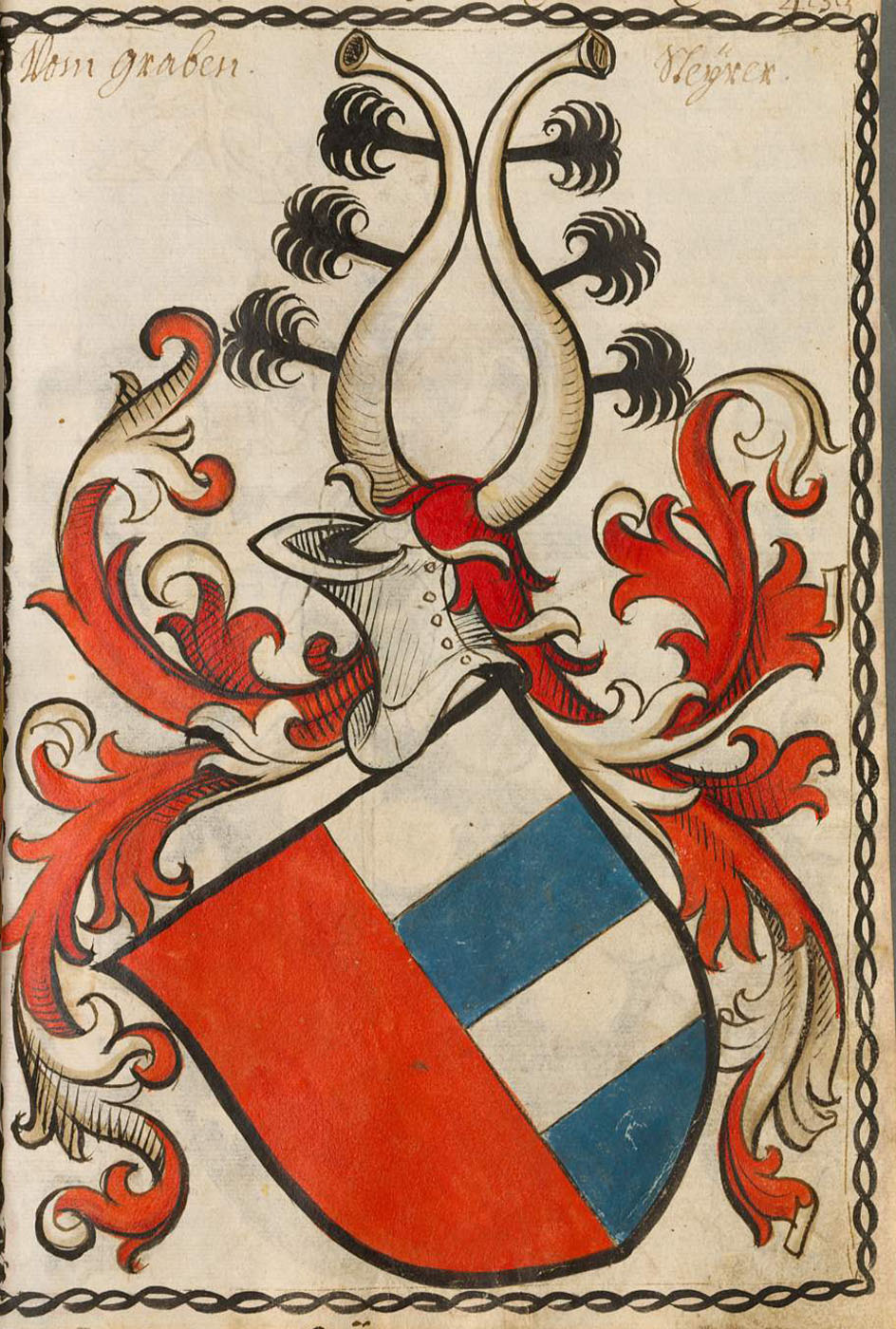
Stammwappen der Herren von Graben für die Sommeregger Linie (Scheiblersches Wappenbuch)

Cosmas, auch Kosmas, von Graben entstammte der Sommeregger Linie der Herren von Graben, einem edelfreien Geschlecht aus dem Haus der Meinhardiner, welches im 15. Jahrhundert zu seiner Hochblüte gelangte. Seine Eltern waren Andreas von Graben zu Sommeregg und Barbara von Hallegg (Hallecker), Tochter des kaiserlichen Rates und Verwesers der Hauptmannschaft von Kärnten, Burggraf Jörg von Hallegg (Hallecker). Einer seiner Brüder war der görzische Reichsverweser Virgil von Graben, einflussreicher Rat der Görzer Grafen und Kaiser Maximilians, einer seiner Neffen Ladislaus Prager, Erbmarschall von Kärnten und Kämmerer von Kaiser Friedrich III.

### Wirken

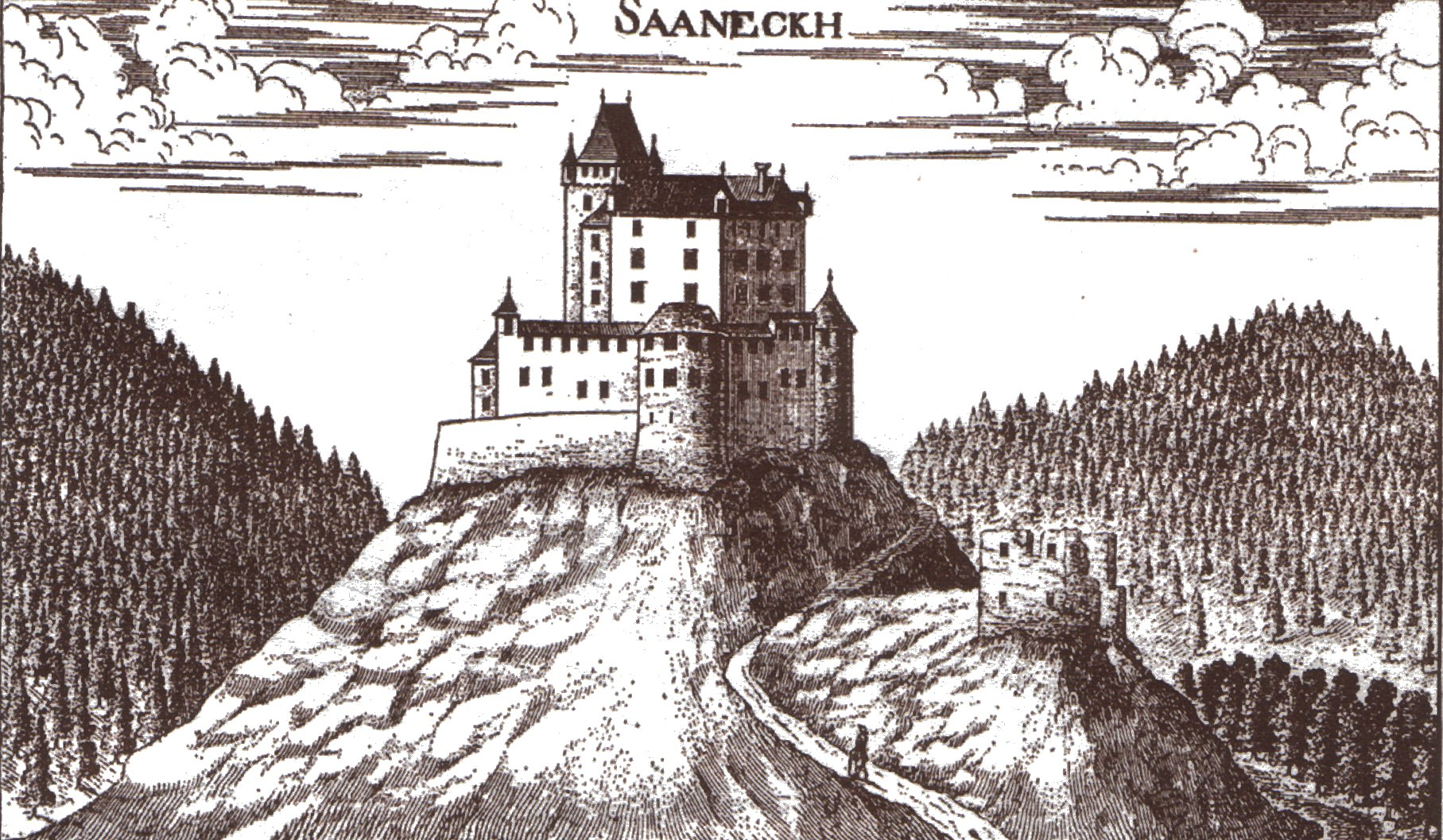
Burg Sanneck/Grad Žovnek, Stich von Georg Matthäus Vischer, Topographia Ducatus Stiriae, Graz 1681

Cosmas von Graben wurde um das Jahr 1460 zum kaiserlichen Burggrafen und Pfleger auf Burg Sannegg (Grad Žovnek) und der dazugehörigen Herrlichkeit im untersteiermärkischen Sanntal an der Savinja ernannt. Als Verwalter auf Sanneck wurde er auch in die Kämpfe mit den eingefallenen türkischen Reiterhorden konfrontiert. 1467 wurde er durch Kaiser Friedrich III. mit der militärischen Sicherung der steirischen Grenze bei Fürstenfeld beauftragt.
Als im Jahre 1472 die eingefallenen Türken auf ihren Raubzügen Teile der Herzogtümer Krain, Steiermark und Kärnten plünderten, zeichnete sich Von Graben nebst Georg von Gera und Leonhard Rauber als einer der drei Landesedlen aus, die die Türken in den genannten Herzogtümern siegreich bekämpften. In dieser Quelle wird ausdrücklich seine ursprüngliche Abstammung aus Krain vermerkt, die von dem Schloss Graben bei Rudolfswerth in Niederkrain. Im darauffolgenden Jahr, im Treffen zu Vziethal (?), wo zahlreiche Angehörigen des Adels fielen oder in türkische Gefangenschaft gerieten, gelang es einigen, darunter auch dem mehrmals verwundeten Cosmas von Graben, zu entkommen. Ihm wurde in diesen Kämpfen eine ritterliche Manier bescheinigt.
Im Jahre 1478 wurde Cosmas von Graben durch Friedrich III. mit Schloss Eppenstein belehnt, wo er die Nachfolge des Georg von Kainach antrat. In seinem Todesjahr 1479 wurde er durch Andre von Teuffenbach nachgefolgt. In den Aktenstückten Friedrichs III. findet in regelmäßigen Abständen der Name von Grabens Eingang, sei es in seiner Funktion als kaiserlicher Burggraf auf Sannegg oder andererorts.
Am 2. Juni 1479, wahrscheinlich kurz nach dem Tod von Grabens, erhielt Jakob Schratt pflegeweise zur getreuer Verechnung das Schloss Schönegkh [Sannegg, Sanneck] sammt Rennt und Herrlichkeiten, wie dasselbe Schloss wie bisher Cosmas von Graben gehabt hatte.

## Information
Die Daten zu diesem Artikel wurden aus der Von Graben Forschung von Matthias Laurenz Gräff übernommen.